# Agave vicina
Agave vicina är en sparrisväxtart som beskrevs av William Trelease. Agave vicina ingår i släktet Agave och familjen sparrisväxter. Inga underarter finns listade i Catalogue of Life.